# Plebiscito in Romania del 1864
Il plebiscito in Romania del 1864 si tenne nei Principati Uniti dal 4 al 7 giugno 1864. Le proposte sono state approvate dal 99,81% dei votanti. 

## Contesto
La Convenzione di Parigi del 19 agosto 1858 rimase il documento di governo in seguito all'elezione di Alexandru Ioan Cuza a Domnitor sui Principati Uniti di Romania (1859). 
Dopo il plebiscito, la Convenzione di Parigi venne sostituita dalla legge organica di Cuza, intitolata Statutul dezvoltător al Convenției de la Paris. A seguito del plebiscito venne istituito il Senato della Romania, chiamato Corpul Ponderator ( Corpo Ponderante ). 

## Risultati
| Preferenza                    | voti    | %      |
| ----------------------------- | ------- | ------ |
| Sì                            | 682.621 | 99,81  |
| No                            | 1.307   | 0,17   |
| Voti non validi/vuoti         |         | –      |
| Totale                        | 683.928 | 100,00 |
| Elettori registrati/affluenza | 754.148 | 90,69  |
| Fonte: Democrazia Diretta     |         |        |